# Arganthomyza socculata
Arganthomyza socculata is een vliegensoort uit de familie van de Anthomyzidae. De wetenschappelijke naam van de soort werd voor het eerst geldig gepubliceerd in 1847 door Zetterstedt als Geomyza socculata.